# Goéland brun
Larus fuscus
Statut de conservation UICN

 LC  : Préoccupation mineure
Espèce
Le Goéland brun (Larus fuscus) est une espèce d'oiseaux de la famille des Laridae. 
Son aire de nidification s'étend de l'Islande vers l'est sur une grande partie des côtes européennes jusqu'à la péninsule de Taïmyr dans le nord-ouest de la Sibérie. Le dessus de l'espèce est plus sombre que celui du Goéland argenté, dont il n'est pas aussi proche qu'on le pensait auparavant. Il est plus proche génétiquement du Goéland pontique. Certains auteurs considèrent les populations du nord-est comme une espèce à part entière - le goéland de la toundra (Larus heuglini). La forme nominale que l'on trouve dans le nord et l'est de la Scandinavie est la plus sombre et peut-être menacée dans sa population.
Le Goéland brun est un oiseau migrateur dont les populations nordiques migrent le plus loin et hivernent en partie dans les zones tropicales d'Afrique et d'Asie. Une grande partie des oiseaux d'Europe occidentale hiverne déjà sur la côte atlantique française et en Méditerranée. 

## Description
Avec une longueur de corps de 49-57 cm, le Goéland brun est plus petit et plus mince que le Goéland argenté. Son bec est plus long, plus étroit et semble plus pointu. Il mesure entre 40 et 58 mm de long. Les ailes semblent relativement longues en vol et relativement étroites, surtout au niveau de l'aile. La longueur des ailes est comprise entre 368 et 456 mm, l'envergure entre 118 et 158 cm, le poids entre 450 et 1 300 g. Le dimorphisme sexuel n'est pas prononcé en ce qui concerne le plumage. Les mâles sont cependant plus grands et plus forts. Les jeunes Goélands bruns d'Europe de l'Ouest passent à l'âge adulte au cours du quatrième hiver (goélands de quatre ans) ; les sous-espèces orientales fuscus, heuglini, taimyrensis et barabensis prennent en revanche leur apparence d'adulte à l'âge de trois ans.

### Goéland brun adulte
En plumage nuptial, la tête, la poitrine, le cou et le ventre sont d'un blanc pur, tout comme le dessous des ailes, le croupion et la queue. La couleur du dessus est plus foncée que chez le Goéland argenté et varie, selon la sous-espèce, entre le gris ardoise et le gris noir velouté comme chez le Goéland marin.
L'aile présente un bord postérieur blanc en raison des pointes des primaires blanches, qui s'étend sans interruption jusqu'à la cinquième primaire. Les primaires externes sont noires, mais chez les oiseaux plus sombres, elles ne contrastent généralement que légèrement avec le reste du dessus de l'aile. Des taches blanches relativement petites se détachent sur l'extrémité, ainsi qu'une zone subterminale sur la dixième penne et parfois une plus petite sur la neuvième. L'iris est jaune et l'œil est entouré d'un cercle orbitaire rouge. Le bec, tout comme les pattes et les pieds, est jaune et présente une tache rouge vif.
Le plumage hivernal adulte se distingue uniquement par une ligne sombre sur la tête et la nuque, où la face reste généralement blanche. Chez certains oiseaux, la tête reste toutefois entièrement blanche pure en hiver. Chez certains, un dessin noir est visible au niveau de l'avant du bec, au-dessus du gonys rouge vif. 

### Goéland brun juvénile
Les Goélands bruns juvéniles paraissent globalement brun foncé. Le bec et l'œil sont noirs, les pattes sont couleur chair. Le dessus donne l'impression d'être écaillé en raison des centres noirâtres des plumes et des bordures claires ; le reste du plumage du corps est strié de taches brun foncé sur un fond clair. Sur la face, ces lignes s'épaississent pour former un masque sombre. Le croupion porte un liseré brun foncé sur un fond blanchâtre, qui se prolonge par un large bandeau noir sur la queue. Le plumage juvénile ressemble à celui du Goéland argenté, mais il est plus sombre dans l'ensemble et surtout au niveau des ailes. Les ailes sont noirâtres, tout comme les grandes et moyennes couvertures alaires. Ces dernières forment deux bandes transversales étroites et claires sur le dessus des ailes en raison de l'ourlet clair. Le champ clair typique des Goélands argentés au niveau des primaires est généralement absent ou moins visible. Le dessous des ailes semble souvent très sombre.

### Goéland brun immature
Les oiseaux dans leur premier hiver ont toujours un bec noir. Le plumage du dos et les scapulaires sont renouvelés à partir d'octobre et contrastent alors avec le plumage usé des ailes. Les nouvelles plumes sont plus grisâtres et brunâtres, avec des marques plus foncées et des liserés clairs étroits, de sorte que le dessus semble globalement plus uniforme. La tête, le dessous et le croupion sont généralement plus clairs que dans le plumage juvénile.
Au cours du deuxième hiver, le manteau, les scapulaires, les moyennes couvertures alaires et les rémiges tertiaires intérieures sont déjà gris ardoise, alors que les petites et grandes couvertures alaires présentent encore des motifs brunâtres. La tête et les parties inférieures ont continué à s'éclaircir, mais portent encore des lignes sombres étendues. Le croupion est maintenant largement blanc et contraste nettement avec le bandeau encore présent sur la queue. Le bec s'éclaircit à la base et à l'extrémité.
Les oiseaux du troisième hiver ressemblent déjà beaucoup aux adultes, mais le bec n'est pas encore entièrement coloré et présente une bande noirâtre au niveau de la mandibule inférieure. Les traits de la tête sont encore beaucoup plus marqués. Au niveau des couvertures primaires, grises chez les adultes, on trouve des plumes brunâtres foncées et les pattes sont toujours de couleur chair. 

### Espèces proches
La seule espèce avec laquelle on puisse le confondre en Europe est le Goéland marin. Le Goéland brun est plus petit, plus fin, avec des pattes jaunes et non rosâtres et des miroirs blancs plus petits en bout d'ailes. Les adultes ont les ailes et le dos noir ou gris foncé. Le bec est jaune avec un point rouge. La tête est plus grise en hiver, contrairement au Goéland marin.

## Écologie

### Voix
Le cri du Goéland brun est un pleur comme celui du Goéland argenté (auquel il est apparenté). Voix plus nasillarde que celle du Goéland argenté. Divers cris "miaulants", graves - "jappements".

### Régime alimentaire
Le spectre alimentaire du goéland argenté se compose de petits poissons comme le Hareng atlantique, d'invertébrés marins comme les crabes nageurs, les oisillons et les œufs d'oiseaux, de charognes, de déchets de pêche, de petits rongeurs, de vers de terre, d'insectes et de baies,.
La concurrence alimentaire accrue avec d'autres espèces, comme le Goéland argenté, depuis les années 1960, a considérablement augmenté la part d'animaux marins dans son alimentation. Comme le Goéland brun cherche souvent sa nourriture en pleine mer, les déchets de poisson des bateaux sont particulièrement importants pour lui. Ainsi, un moratoire sur la pêche au filet dérivant en Méditerranée occidentale, décrété par l'ONU en 1991, a contraint l'espèce à se tourner vers d'autres sources de nourriture et, entre-temps, à se retrouver de plus en plus souvent dans les décharges, les oliveraies et les rizières. Cela a eu un impact direct sur le succès de la reproduction.
Contrairement au Goéland argenté et au Goéland marin, le Goéland brun est plus agile en vol et parcourt plus rapidement de grandes distances avec ses ailes plus étroites. En mer, les poissons sont souvent capturés en plongeant par à-coups à partir d'un vol de recherche à 10-12 m de hauteur, l'oiseau descendant à un angle de 45° sur environ 8 m, ralentissant par secousses, poussant vers le bas et s'immergeant complètement. Dans les décharges, l'espèce a tendance à chasser la nourriture d'autres espèces de Laridés plutôt que de la chercher elle-même. Chez la forme nominale, on observe cependant qu'elle évite les autres Laridés et cherche sa nourriture dans des eaux plus profondes. Dans la zone de marée, le Goéland brun a tendance à saisir la nourriture visible plutôt que de la chercher dans les algues ou sous les pierres.

### Reproduction

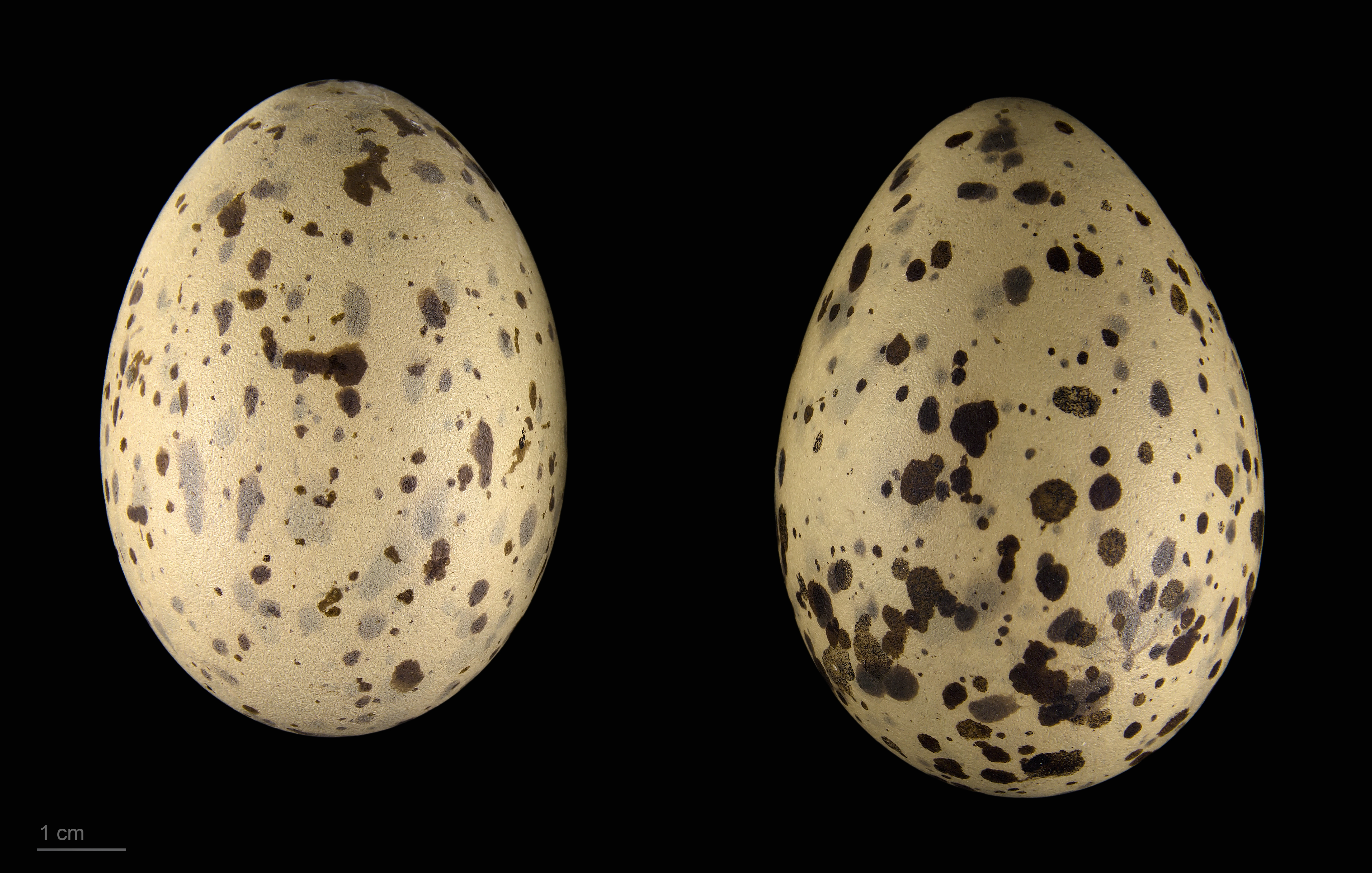
Œufs de Larus fuscus graellsii - Muséum de Toulouse

Les Goélands bruns nichent généralement en colonies et sont parfois associés au Goéland ragent. Il atteint sa maturité sexuelle au plus tôt à l'âge de trois ans. Le couple est une union saisonnière monogame, mais il y a des accouplements répétés en raison de la fidélité au lieu de nidification. Le nid est généralement construit au sol, mais aussi sur des bâtiments, et il est recouvert de parties de plantes environnantes et d'algues. La ponte commence dès la fin avril, avec un pic en mai. La ponte comprend deux à trois œufs, pondus à environ deux jours d'intervalle. La durée d'incubation est de 26 à 31 jours. Les deux parents participent à la couvaison. Les jeunes sont capables de voler à l'âge de 35 à 40 jours. Le succès de reproduction moyen varie entre 0,75 et 1,5 jeune à l'envol par couple nicheur et par an.

## Habitats
Le Goéland brun niche principalement le long des côtes, mais on le trouve également dans les îles Britanniques, en Scandinavie et dans la partie orientale de son aire de répartition, le long des eaux intérieures et dans les marais. Il niche dans des endroits similaires à ceux du Goéland argenté, avec lequel il s'associe, mais à la différence de ce dernier, il préfère les terrains plutôt plats avec une végétation plus haute, comme la bruyère ou la Fougère-aigle. On ne le trouve que rarement en tant qu'oiseau nicheur sur les falaises rocheuses, où il semble éviter la présence du Goéland argenté,.
Dans les îles Britanniques et dans l'ouest de la Scandinavie, l'espèce est souvent nicheuse dans les tourbières de couverture, où elle niche dans les bruyères et les Eriophorum. En Islande, on la trouve également dans les tourbières hautes et les landes, mais aussi sur les surfaces de gravier et de lave pauvres en végétation. La sous-espèce L. f. fuscus niche sur des îles plates ou des îlots à proximité des côtes ou des eaux intérieures. Elle préfère cependant les îles éloignées de la terre et les endroits riches en végétation ; elle niche ainsi également sur des îles avec une végétation de pins clairsemée.
Certaines sous-espèces (L. f. heuglinii et L. f. taymirensis) nichent dans des paysages de toundra ouverts avec des marais ainsi que sur des îles côtières. Elles semblent aussi nicher plus souvent sur des côtes rocheuses escarpées. La sous-espèce L. f. barabensis occupe de vastes roselières près de lacs steppiques ainsi que de petites îles bordées de bouleaux.
En dehors de la période de reproduction, le Goéland brun fréquente les eaux côtières et intérieures, les estuaires, les ports et les lagunes tropicales. Contrairement au Goéland argenté, il est moins lié au littoral et se trouve plus souvent dans la zone pélagique. Sur les décharges, il n'apparaît généralement qu'en petit nombre comme kleptoparasite. Il n'y est présent en grand nombre qu'en l'absence d'autres goélands. Les aires de repos et de sommeil se trouvent souvent sur les grands lacs intérieurs bien dégagés ou sur les plages de sable des îles des vasières. 

## Répartition

Carte de répartition
Aire de nidification
Présent à l'année
Aire d'hivernage

### Aire de nidification
L'aire de nidification du Goéland brun s'étend sur les côtes des zones tempérées et subpolaires d'Europe, du nord de la Russie et de l'ouest de la Sibérie. Elle comprend l'Islande, les îles Féroé et les îles Britanniques. Vers le sud, elle s'étend jusqu'au nord de la péninsule Ibérique. Il existe une sous-population disjointe dans le delta de l'Èbre et des couples nicheurs isolés au Portugal. Vers l'est, l'aire de répartition s'étend jusqu'à la péninsule de Taïmyr. Des preuves de reproduction isolées ont également été obtenues en Sénégambie, où l'espèce n'est normalement qu'un hôte hivernal.

### Aire d'hivernage
Le Goéland brun est un oiseau migrateur dont certaines populations du nord vont, à la saison froide, plus au sud que certaines populations du sud (migration par saut), parcourant parfois jusqu'à 7500 km.
Les quartiers d'hiver des oiseaux d'Europe de l'Ouest s'étendent du nord-ouest de la France à la Méditerranée occidentale en passant par la péninsule Ibérique, où l'espèce est présente de manière dispersée jusqu'en Sardaigne et jusqu'à la péninsule italienne, ainsi que sur la côte ouest-africaine jusqu'au Nigeria. Là, le Goéland brun est également présent en plus petit nombre le long du Niger et de la Bénoué, loin à l'intérieur des terres. Alors que l'Islande et les îles Féroé sont complètement abandonnées en hiver, de plus en plus d'oiseaux restent plus au sud, même dans les zones de nidification. Depuis que les premiers oiseaux erratiques ont été constatés sur la côte atlantique nord-américaine dans les années 1930, le nombre d'observations y a fortement augmenté au cours de la deuxième moitié du 20e siècle, si bien que l'espèce y est désormais un hôte hivernal rare mais régulier. Elle a même atteint la côte ouest de l'Amérique du Nord en tant qu'hôte errant,. La migration des Goélands bruns occidentaux commence dès la fin juin, mais se prolonge parfois jusqu'en novembre ou décembre. Les premiers rapatriés arrivent sur les sites de nidification en février, mais le gros des effectifs n'arrive qu'en avril.
Les oiseaux de la région de la mer Baltique (L. f. fuscus) partent en direction du sud-est. Au cours de leur migration et en plus petit nombre en tant qu'hivernants, on les trouve ensuite dans l'est du bassin méditerranéen, dans la région de la péninsule arabique et dans la Corne de l'Afrique. Les principales zones d'hivernage se situent toutefois plus au sud, le long des lacs et des fleuves d'Afrique de l'Est, jusqu'au Botswana, au Zimbabwe et au Mozambique. Des oiseaux isolés ont toutefois été observés dans d'autres régions d'Afrique. De plus petits nombres atteignent la mer Noire et la mer Caspienne ; certains tentent de passer l'hiver dans les zones de nidification, mais se déplacent ensuite vers le sud-ouest lorsque la mer Baltique est gelée, atteignant ainsi la mer du Nord. La migration commence entre juillet et août et atteint son apogée en septembre. La migration de retour a lieu entre février et fin juin,.
Les oiseaux du nord et du centre de la Russie (L. f. heuglini/taimyrensis et L. f. barabensis) hivernent principalement sur les côtes du Proche-Orient, entre la Méditerranée orientale et l'ouest du sous-continent indien, le bord sud de la mer Caspienne et la côte de la Corne de l'Afrique. Les oiseaux de la sous-espèce (contestée) taimyrensis hivernent peut-être aussi en Asie de l'Est, entre le Japon et Taïwan. La migration a lieu relativement tard, à partir de septembre, avec des pics de migration en octobre. Les oiseaux rejoignent les zones de reproduction vers le mois de mai,.

## Dénomination et systématique

### Systématique externe
La systématique de l'ensemble argentatus-fuscus, qui comprend le Goéland argenté et le Goéland brun, est très complexe. Des études génétiques menées au début du millénaire ont toutefois permis d'éclaircir quelque peu les relations de parenté. La thèse avancée auparavant, selon laquelle les grands goélands à tête blanche seraient issues d'une variation clinale dont le cercle d'espèces s'étendrait autour du pôle Nord et dont les deux extrémités seraient le Goéland argenté et le Goéland brun, a pu être réfutée, du moins en partie. Ainsi, il y avait probablement deux refuges à partir desquels se sont développés d'une part le Goéland argenté et les espèces apparentées, le Goéland marin, le Goéland leucophée et le Goéland d'Arménie, et d'autre part le Goéland pontique et le Goéland brun, et vers l'est le Goéland de Sibérie orientale (Larus vegae), le Goéland à manteau ardoisé et le Goéland hudsonien,.

### Systématique interne
La systématique interne du Goéland brun est en partie inexpliquée. Selon les avis, entre deux et six sous-espèces sont reconnues. En plus de trois sous-espèces européennes, trois formes orientales - le Goéland de la toundra (heuglini et taimyrensis), souvent considéré comme une espèce à part entière, et le taxon barabensis, autrefois généralement classé avec le Goéland pontique - sont également attribuées à cette espèce sur la base d'études génétiques récentes. C'est surtout le statut autonome des formes intermedius et taimyrensis qui est controversé. La première est souvent classée avec graellsi, l'existence même de la seconde en tant que taxon autonome est mise en doute. Selon certains auteurs, il pourrait s'agir d'hybrides entre heuglini et la sous-espèce L. v. birulai du Goéland de Sibérie orientale.
D'après la classification de référence (version 14.1, 2024) de l'Union internationale des ornithologues, le Goéland brun possède 5 sous-espèces (ordre philogénique) :
- Larus fuscus graellsii Brehm, AE 1857 : Péninsule Ibérique, France, îles Britanniques, Islande et îles Féroé ;
- Larus fuscus intermedius Schioler, 1922 : Pays-Bas jusqu'au Danemark, Sud-Ouest de la Norvège ainsi qu'une population isolée dans la région du delta de l'Èbre ;
- Larus fuscus fuscus Linnaeus, 1758 : Suède et côte Nord de la Norvège vers l'Est jusqu'à la mer Blanche (là seulement quelques individus isolés), probablement plus aucune présence sur la péninsule de Kola[1]. Cette sous-espèce est parfois appelé Goéland de la Baltique ;
- Larus fuscus heuglini Bree, 1876 : de la péninsule de Kola vers l'Est en passant par la Nouvelle-Zemble jusqu'à la péninsule de Gydan, peut-être des nichées déjà en Finlande ;
- Larus fuscus barabensis Johanson, 1960 : Steppes de Baraba et de Koulounda dans le Sud-Ouest de la Sibérie, jusqu'au Sud-Est de l'Oural

Pour l'Union internationale des ornithologues, Larus fuscus taimyrensis Buturlin, 1911, nicheur dans Péninsule de Taïmyr à l'Est de l'Ob, est une sous-population du Goéland de la Véga(Larus vegae vegae) et non du Goéland brun.

#### Variations géographiques
La variation géographique de la couleur du manteau est assez prononcée. Alors que les oiseaux d'Islande, des îles Féroé et des îles britanniques sont les plus clairs (graellsii), les plus sombres sur le dessus se trouvent dans la région de la mer Baltique et dans le nord-est de la Scandinavie (fuscus). Les oiseaux du sud-est de la Scandinavie occupent une position intermédiaire et sont assez constants en termes de coloration. En revanche, du sud-ouest du Danemark vers l'ouest, on trouve des oiseaux au dos relativement clair. Aux Pays-Bas, la variation est très grande, on y trouve presque toutes les nuances, mais c'est un type graellsii relativement foncé qui prédomine,. Les populations du nord de la Russie, à l'est de la péninsule de Kola, ainsi que celles du nord-ouest de la Sibérie ressemblent globalement à L. f. graellsii, mais on y trouve en outre une variation progressive allant d'oiseaux sombres à l'ouest à des oiseaux clairs à l'est, qui font penser à Larus vegae,. La forme barabensis est proche de heuglini pour la coloration du dos.
D'autres variations, moins marquées, existent au niveau des dimensions, notamment celles du bec et du poids. On trouve des becs assez hauts en Islande, les plus bas dans le nord de la Norvège. Il est particulièrement long dans le sud-ouest de la Suède. En ce qui concerne le poids, la forme nominale se distingue par le poids moyen le plus faible, les deux sous-espèces du nord-est nichant dans la toundra par le poids moyen le plus élevé,. 

#### Larus fuscus fuscus
La forme nominale, que l'on trouve sur les côtes de la mer Baltique et qui habitait autrefois certaines parties de la péninsule de Kola, est la plus petite, la plus sombre et la plus élégante des sous-espèces. Contrairement aux autres, elle est très élancée, avec une tête plus petite et plus ronde, un bec plus fin et - en raison de ses primaires - une queue particulièrement étroite se terminant vers l'arrière lorsqu'elle est assise. En vol, les ailes semblent étroites, longues et pointues, avec des primaires relativement courtes. Les pattes sont relativement courtes. En plumage adulte, le dessus est presque noir et le contraste avec l'extrémité noire des ailes est à peine perceptible. Les pointes blanches des rémiges externes sont relativement fines et parfois à peine présentes lorsque le plumage est usé ; seule la rémige la plus externe présente un champ subterminal blanc. En plumage internuptial, la tête présente de fines stries peu étendues. Le plumage juvénile est très contrasté avec un masque facial sombre et souvent beaucoup de blanc sur les couvertures supérieures de la queue. Dans le premier plumage, le dessus sombre contraste particulièrement avec le dessous plus clair. Dès le premier été, le dos est parsemé des plumes noires du plumage adulte. Les jeunes oiseaux sont colorés au troisième hiver. 

#### Larus fuscus heuglini
Cette sous-espèce du nord de la Russie, qui niche de manière très dispersée dans la toundra en couples solitaires ou en petites colonies, est plus grande que les autres, avec une longueur de corps de 53-70 cm et une envergure de 138-158 cm (y compris "taimyrensis"). Dans son habitus, elle ressemble à L. f. fuscus avec une forme élancée, une petite tête, un bec fin et une queue courte ; la variation individuelle est cependant très grande. La coloration dorsale correspond au type graellsii/intermedius, dont il est d'ailleurs difficile de la distinguer sur le terrain. Le motif des ailes palmées ressemble à celui de la forme nominale, avec un champ subterminal blanc limité à la primaire la plus externe et des pointes blanches relativement petites sur les autres. Les robes subadultes ressemblent également à celles de la forme nominale. Une caractéristique de cette sous-espèce est qu'elle ne mue que très tardivement dans le plumage internuptial, c'est-à-dire qu'elle conserve son plumage nuptial jusqu'au début de l'hiver,. 

#### Larus fuscus barabensis
On sait peu de choses sur ce taxon, qui a souvent été placé avec le Goéland pontique, mais qui est apparemment plus proche de L. f. heuglini, respectivement L. f. taimyrensis, d'après les études de l'ADN mitochondrial. Même les données de répartition sont maigres. L'aire de reproduction de cette mouette, qui niche sur les lacs de steppe dans le sud-ouest de la Sibérie, est probablement isolée, mais elle pourrait éventuellement s'approcher de celle de la "mouette de la toundra" dans le nord. Une détermination claire n'est pas toujours possible. L. f. barabensis est relativement petit et de construction légère. La coloration de la face supérieure rappelle celle de taimyrensis. En plumage adulte, on remarque que le bec semble quadricolore en raison d'une tache rouge de Gonys, d'une marque noire sur le haut du bec et d'une pointe de bec blanchâtre. A cet égard et en ce qui concerne le motif des primaires, le taxon ressemble au Goéland d'Arménie. Les robes subadultes rappellent celles du Goéland pontique, mais la robe adulte est revêtue dès le troisième hiver.

## Menaces et conservation

### Effectifs
La population européenne totale est estimée entre 300 000 et 350 000 couples nicheurs au début du XXIe siècle. En Grande-Bretagne, on compte environ 114 000 couples nicheurs, en Norvège entre 30 000 et 40 000 couples nicheurs et en Islande entre 23 000 et 35 000 couples nicheurs. En Europe centrale, la population nicheuse se situe entre 83 000 et 103 000 couples, dont environ 58 500 à 72 000 aux Pays-Bas et entre 23 000 et 29 000 en Allemagne.
Comme pour toute une série d'autres espèces de Laridés, on constate une augmentation considérable des effectifs et une extension de l'aire de répartition en Europe centrale depuis les années 1920. Cela est dû à une protection accrue contre les dérangements sur le lieu de nidification, à une réduction de la collecte des œufs, à une diminution de la chasse et à une amélioration des conditions de nourriture dans la zone de nidification et d'hivernage.

## Galerie

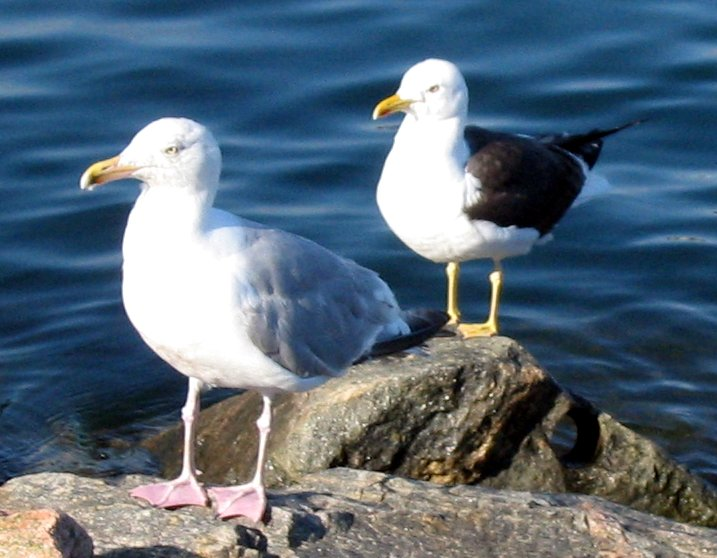
Goéland argenté au premier plan et Goéland brun au second plan.
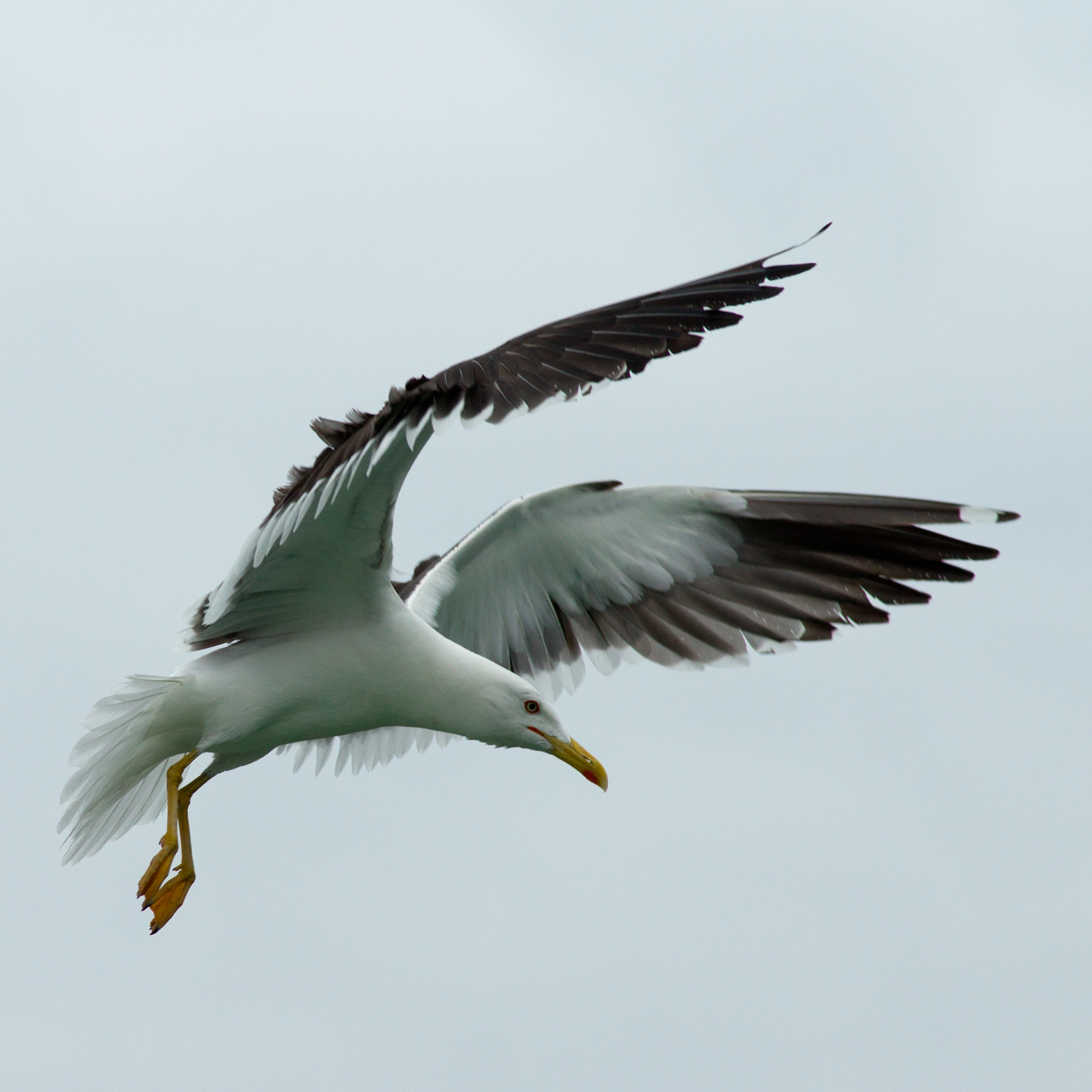
En vol
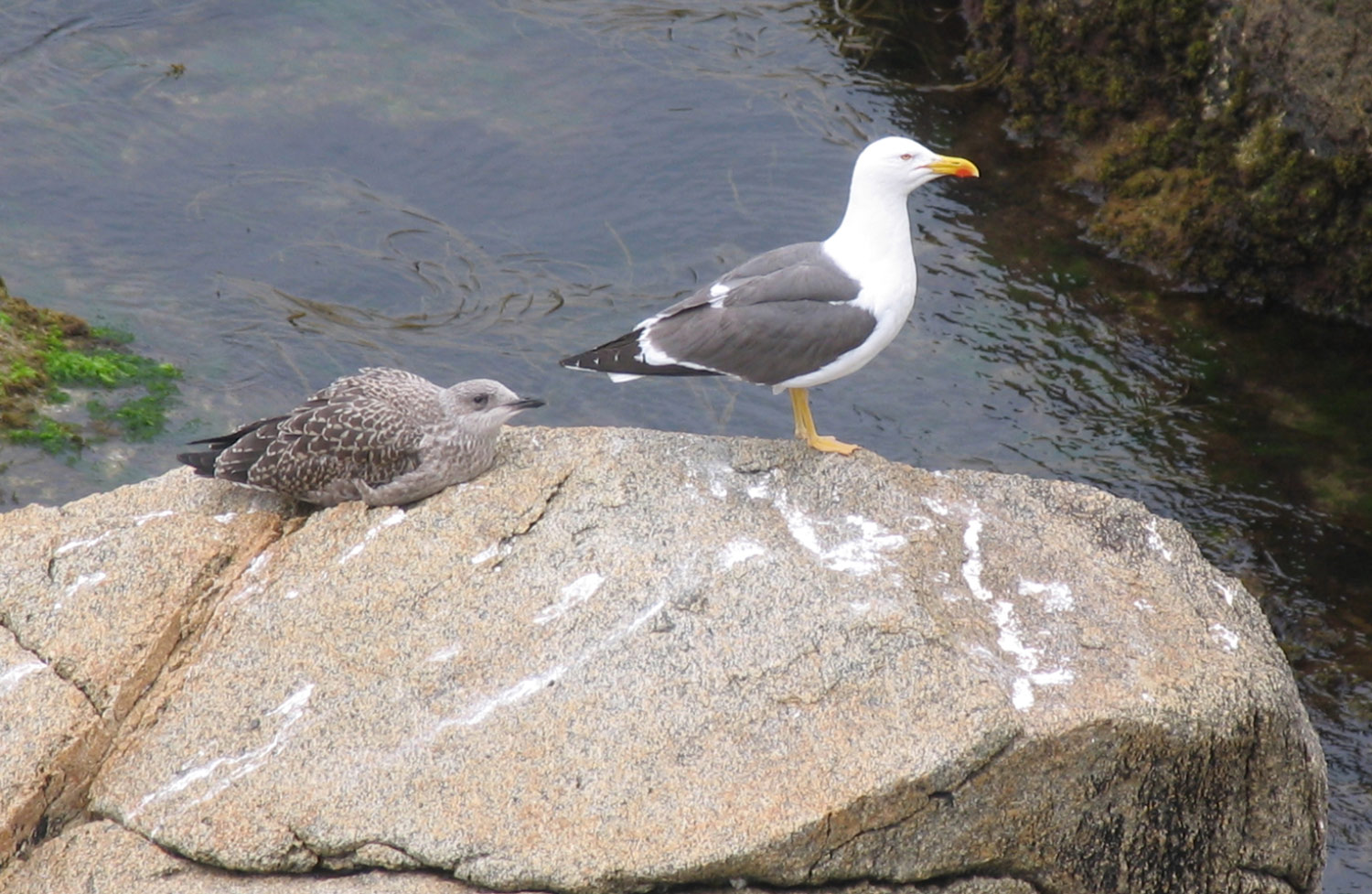
Adulte et juvénile
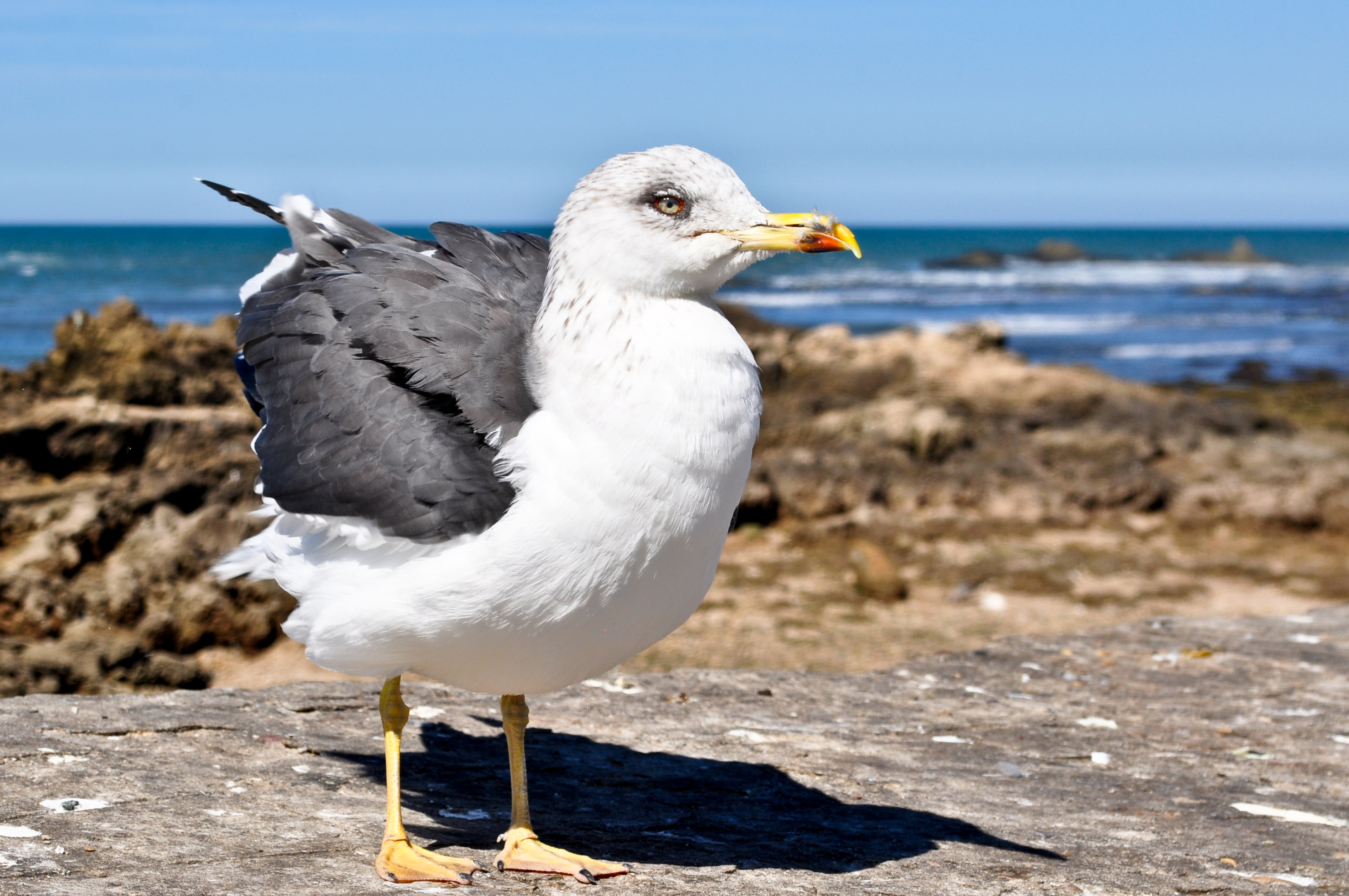
Goélan brun dans le port d'Essaouira, Maroc. Novembre 2015.
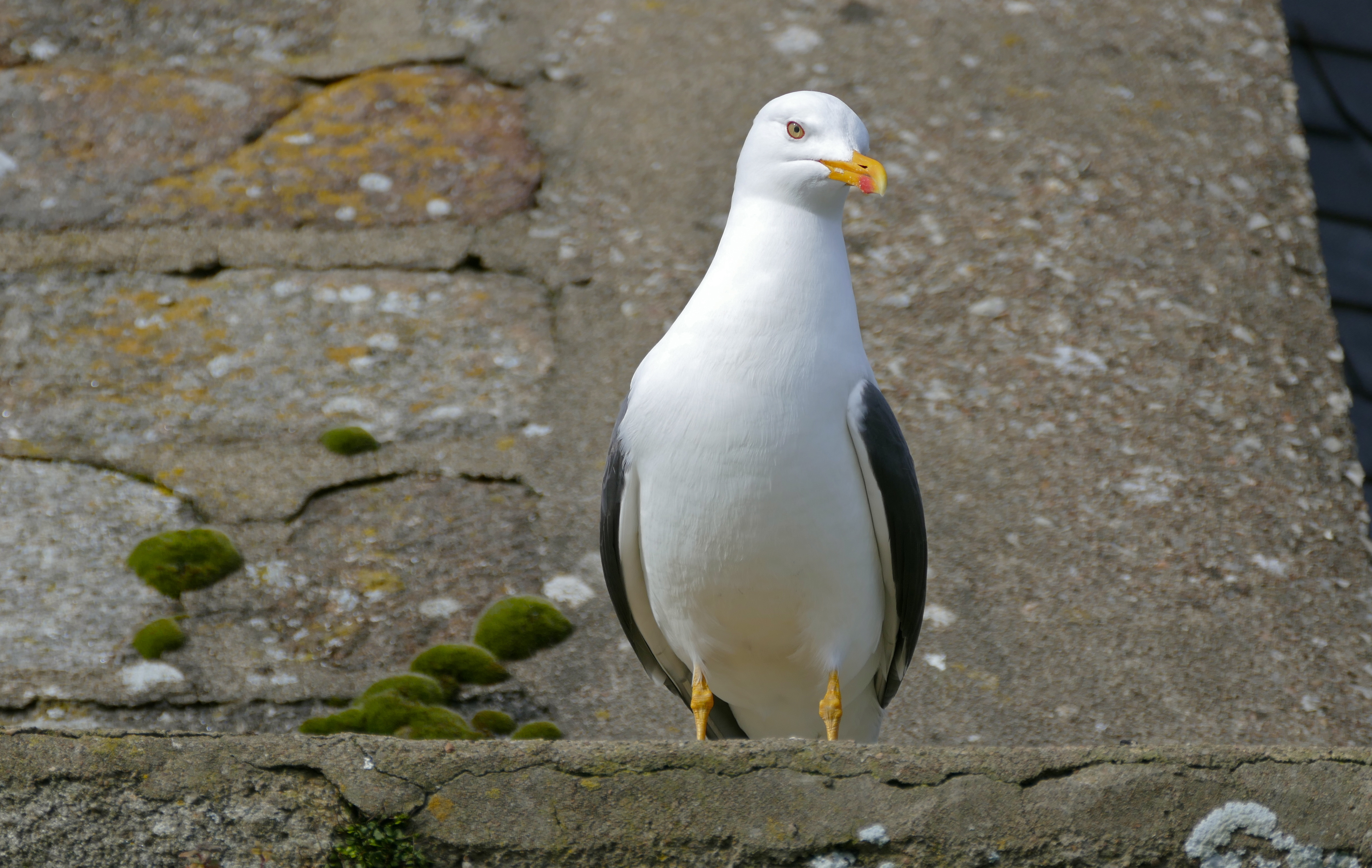
Larus fuscus graellsii (Mont Saint-Michel, France)